# فاينل فانتسي 14 (لعبة فيديو 2010)
Final Fantasy XIV (فاينل فانتسي 14)، المعروفة أيضاً بالاسم Final Fantasy XIV Online (فاينل فانتسي 14 أونلاين) هي لعبة تبادل أدوار متعددة اللاعبين من تطوير شركة سكوير إنكس اليابانية وهي الجزء الرئيسي الرابع عشر من السلسلة الشهيرة فاينل فانتسي والجزء الثاني المخصص للعب عن طريق شبكة الإنترنت بعد فاينل فانتسي XI. ومن المخطط إطلاقها بشكل رسمي بتاريخ 30 سبتمبر 2010 على نظام ميكروسوفت ويندوز وفي 11 مارس 2011 على البلاي ستيشن 3. تجري أحداث اللعبة في عالم يُدعى إيورزيا (باليابانية: エオルゼア) (بالإنجليزية: Eorzea) الذي يدمج جماليات عناصر الخيال العلمي وعناصر فاينل فانتسي التقليدية. وسيتم إصدارها باللغات الإنجليزية واليابانية والفرنسية والألمانية.
تم البدء باختبار مرحلة الألفا الأولى للعبة في 11 مارس 2010، والمرحلة الثانية من اختبار ألفا كانت في 10 يونيو 2010. ثم دخلت اللعبة مرحلة البيتا المغلقة في 13 يوليو 2010 مع تحسينات كبيرة للرسوم عما كانت عليه في مرحلة ألفا.
آخر مرحلة اختبارية كان من المقرر لها أن تكون بتاريخ 1 سبتمبر 2010, ولكن خطأ في السيرفر أخر البداية أربعة وعشرين ساعة إلى 2 سبتمبر.
اللعبة ستصدر بنسختين، نسخة قياسية "Standard" من المقرر لها البدء بتاريخ 30 سبتمبر 2010، ونسخة أغلى "Collector" تم تشغيل سيرفراتها بتاريخ 22 سبتمبر 2010.
تم إيقاف خوادم اللعبة بتاريخ 11 نوفمبر 2012 بعدما تعرضت اللعبة لانتقادات وردات فعل سلبية: مع أنه تم الثناء على الرسوم والموسيقى، فقد انتقدت بقية نواحي اللعبة مثل طريقة اللعب والواجهة والانطباع العام عن اللعبة كونها غير مكتملة عند صدورها. قامت سكوير إنكس بسحب رسوم الاشتراك وأجلت إصدار بلاي ستيشن 3، وفي النهاية طورت نسخة جديدة تماماً من اللعبة تدعى فاينل فانتازي XIV: أ ريلم ريبورن، والتي صدرت بتاريخ 27 أغسطس 2013.

## نظام اللعب
نظام القتال والوظائف سيكون مختلف بالكامل عن ذلك المستخدم في فاينل فانتسي XI. في فاينل فانتسي XI اعتمد نظام التطوير على مبدأ اكتساب الخبرة والتقدم وفقاً للمرحلة (و التي تزيد بزيادة الخبرة المكتسبة).فاينل فانتسي XIV ستختدم نظام تطوير معتمد على المهارة وقد أطلق عليه نظام مستودع الأسلحة. من أهم الاختلافات بين فاينل فانتسي XIV وبقية الألعاب من هذا النوع هو موازنتها بين اللعب المنفرد واللعب الجماعي، حيث يستطيع اللاعب أن يؤدي معظم المهمات بنفسه دون الحاجة لتكوين فريق.

### نظام مستودع الأسلحة The Armoury System
في هذا النظام، يستطيع اللاعب -عن طريق تغيير السلاح الذي يحمله- تغيير تخصصه وحتى مظهره، فلو بدأ اللعب كرامي سهام مثلاً يستطيع أن يتحول بالكامل إلى حداد، بمجرد تغيير القوس والسهام التي يحملها إلى مطرقة حداد. اللعبة بهذا تجعل من السهل تجربة أكثر من تخصص دون الحاجة إلى إنشاء شخصية جديدة.
التخصصات في نظام مستودع الأسلحة مشابهه لتلك الموجودة في فاينل فانتسي XI، ولكن الآن سيكون التركيز على الأسلحة والمهارات بدلاً من نقاط الخبرة.
تقدم اللاعب يحدده شيئان، المرحلة الجسدية، ورتبة السلاح. المرحلة الجسدية ترتقي بزيادة نقاط الخبرة المكتسبة (بشكل مشابه لفاينل فانتسي XI)، وتؤثر على الصفات الجسدية للشخصية (كنقاط الحياة ونقاط السحر والدفاع الجسدي أو السحري)، وعند كل تطوير للمرحلة الجسدية يحصل اللاعب على 6 نقاط يمكنه توزيعها على صفاته (كالقوة والحيوية).
رتبة السلاح ترتقي عند استخدامك لسلاح معين، هناك عدد كبير من الأسلحة (و الأدوات في حالة تخصصات الأرض والحرفيين)، وباستخدامك لسلاح أو أداة معينه تكتسب نقاط مهارة (بالإنجليزية: Skill Points)‏ خاصة بذلك السلاح وهذي النقاط تساهم في ارتقاء رتبة السلاح. بارتقاء رتبة سلاح معين، تكتسب الشخصية مهارات جديدة.
الشيء المميز في هذا النظام هو أن الشخصية يمكنها الاحتفاظ بالمهارات بعد تغيير التخصص، فمثلاً، لو كنت مصارع (Gladiator) وطورت رتبتك حتى حصلت على المهارة اللوتس الحمراء، ثم استبدلت سيفك بفأس (تحول التخصص إلى مقاتل بالفأس)، يمكنك وقتها استخدام المهارة السابقة (اللوتس الحمراء)، ولو تعلمت مهارة جديدة خاصة بمقاتل الفأس، يمكنك وقتها العودة إلى تخصص السابق (Gladiator) والاحتفاظ بمهارات المقاتل بالفأس. هذه الميزة تعطيك حرية كبيرة في بناء شخصيتك وتمنح خيارات كثيرة جداً. لكن هناك اختلاف بسيط يحدث عند استخدام مهارة من تخصص مختلف، فوقت إطلاقها يكون أطول قليلاً، وتأثيرها يكون أخف بعض الشيء.

### نظام اللعب Fatigue System
في فاينل فانتسي XI وفي معظم الألعاب من هذا النوع، السرعة التي يتقدم بها اللاعب في مراحل تطوره يتم تحديدها بمنحنى يتزايد بشكل أسي، فالتقدم في المراحل الأولى يكون سريع، ولكن كلما اقتربت من المرحلة الأخيرة يكون التقدم بطيء جدا مما يجعل اللاعبين يقضون ساعات طويلة لفترة أسابيع لسحق عدد كثير من وحوش اللعبة بشكل متكرر (بالإنجليزية: Grinding)‏ حتى يمكنهم إكمال تقدمهم. القتل المستمر للوحوش لاكتساب الخبرة كان دائماً مشكلة ألعاب الأونلاين لما يتطلبه من وقت طويل قد يكون متاح للبعض وغير متاح لأغلب اللاعبين الذين يلعبون بصورة متقطعة (بالإنجليزية: Casual Players)‏ والذين يتخلفون بمراحل كثيرة عن القلة الذين يلعبون بشكل متواصل (بالإنجليزية: Hardcore Players)‏. تقليل مقدار انحدار منحنى التطور سيحل مشكلة الفرق في المراحل بين هذين النوعين من اللاعبين، ولكنه سيجعل وصول اللاعبين للمراحل النهائية -و من ثم مغادرتهم للعبة- سريع مما يسبب خسائر لمطوري اللعبة.
فاينل فانتسي XIV قدمت حل فريد من نوعه لهذه المشلكة، فهي قد قللت انحدار منحنى التطور (كمية نقاط الخبرة والمهارة اللازمة للتقدم) ولكنها وضعت نظام يقيد الكمية التي يمكن للاعب اكتسابها في فترة معينة، سمي هذا النظام نظام التعب وهو مشابه للحياة الواقعية، حيث يتعب اللاعب بعد فترة معينة من القتال ويتوقف عن اكتساب النقاط، ويجب إراحته حتى يتمكن من اكتساب النقاط مره أخرى.
.
في هذا النظام، حد التعب مقسم إلى 15 قسم، كل قسم يساوي كمية الخبرة التي يكتسبها اللاعب في ساعة كاملة من القتال ضد الوحوش، فبعد ساعة من القتال، يتبقى لك 14 قسم، وبعد ساعتين 13,... وهكذا. يمكنك القتال لثمان ساعات متواصلة والحصول على نقاط خبرة ومهارة كاملة 100%، ثم بعد ثمان ساعات، تبدأ الشخصية بالتعب تدريجياً وتقل كمية النقاط المكتسبة حتى تصل إلى 0% بعد 15 ساعة. ولكن إذا توقفت عن القتال بعدها، يقل التعب وتتزايد النسبة بشكل تدريجي، حيث تستطيع بعدها العودة للقتال واكتساب ولو جزء بسيط من نقاط الخبرة، لكن بعد مرور إسبوع من بداية أول قتال تعود النسبة من جديد إلى 100% (و 15 قسم) وتبدأ دورة تعب جديدة. بهذا يمكن لمن يلعب بشكل متقطع أن يلحق بمن يلعب بشكل متواصل في المرحلة الجسدية.
و لكن هذا ليس كل شيء، فعند قتالك للوحوش أنت تكسب شيئين، نقاط خبرة، ونقاط مهارة، نقاط الخبرة هي شيء مشترك بين جميع التخصصات وينطبق عليها الشرح السابق لنظام التعب، لكن نقاط المهارة مرتبطة بتخصصك ! فلو وصلت حد التعب وأنت مصارع وصارت نسبة الخبرة والمهارة تساوي 0%، يمكنك تغيير سيفك بفأس لتصبح مقاتل بفأس والعودة إلى ساحة المعركة، عندها سيكون بإمكانك اكتساب نقاط مهارة فقط بنسبة 100% (أي أنك أصبحت في دورة تعب جديدة خاصة بنقاط مهارة المقاتل بالفأس)، في الوقت الذي تلعب به بالفأس كمقاتل بالفأس، سيكون تخصصك السابق في حالة راحة وستتزايد نسبة نقاط المهارة الخاصة به. ومع وجود 18 تخصص مختلف في فاينل فانتسي XIV لن تصل نقاط المهارة التي تكتسبها إلى 0% أبداً، فلو صارت هكذا في تخصص، يمكنك إستبداله بتخصص ثاني وتطويره. هذا يمكن من يلعب بشكل متواصل من التميز لأنه سيكون بإمكانه دمج مهارات من عدة تخصصات.

## عالم اللعبة

### القصة
شعوب Eorzea كانوا يعيشون في حالة حرب دائماً مع بعضهم البعض حتى 15 سنة ماضية، عندما جاءت إمبراطورية غامضة من الشرق لغزوهم، الشيء الذي جعلهم يقررون الاتحاد حتى يتمكنوا من مواجهه الغزاة، ولكن الإمبراطورية الشرقية لم تصل إليهم ولم تحدث أي حرب، السلام الناتج عن اتحاد هذه الشعوب ترك عدد كبير من الجنود والمرتزقة بدون عمل، وهذا ما جعلهم الآن يشكلون كتائب خاصة بهم، ويطلقون على أنفسهم اسم «المغامرون».

### المدن الكبرى
- Ul'dah
- Limsa Lominsa
- Gridania
- Ishgard

### الشخصيات
حتى هذا الوقت، تم تأكيد خمسة شعوب يمكن للاعب الاختيار بينهم، وجميعهم مشابهين لشعوب فاينل فانتسي XI.هدف المطورين في هذا الجزء كان خلق جو من التشابه الجمالي مع فاينل فانتسي XI.
- Hyur (هيور)، البشر.
- Elezen (إيليزن)، شعب يشبه الأقزام من ناحية تفاصيل الوجه ولكن ليسوا قصار، وهم السكان الأصليون لــEorzea.
- Lalfell (لالفيل)، شعب الأقزام، يتميزون بصغر أحجامهم والسرعة والذكاء العالي، وهم من المناطق الجنوبية.
- Roegadyn (رويغادين)، بحارة، من المناطق الشمالية.
- Miqo'te (ميكوتي)، شعب يشبه القطط.

### الوظائف
الوظائف في هذا الجزء تم تقسيمها تحت أربعة تخصصات رئيسية.
و إلى الآن، تم الإعلان عن الوظائف التالية:
تخصص الحرب  ويشمل:
- Gladiator (مصارع)
- Marauder (مقاتل يستخدم الفأس)
- Pugilist (ملاكم)
- Archer (رامي السهام)
- Lancer (رماح)

تخصص السحر ويشمل:
- Thaumaturgist (صانع المعجزات)
- Conjurer (ساحر) مختصص

تخصص الأرض ويشمل:
- Botanist (البستاني)
- Fisher (صياد)
- Miner (عامل مناجم)

تخصص الأعمال الحرفية ويشمل:
- Carpenter (نجار)
- Armorer (صانع أسلحة)
- Goldsmith (صائغ)
- Tanner (دباغ جلود)
- Weaver (حائك)
- Alchemist (كيميائي)
- Culinarian (طباخ)
- Blacksmith (حداد)

## وصلات خارجية
- فاينل فانتسي XIV على موقع ميوزك برينز (الإنجليزية)
- الموقع الرسمي
- قناة متخصصة في شروحات فاينل فانتسي 14